# Pingblax
Pingblax is een kevergeslacht uit de familie van de boktorren (Cerambycidae). De wetenschappelijke naam van het geslacht werd voor het eerst geldig gepubliceerd in 2001 door Komiya & Drumont.

## Soorten
Pingblax is monotypisch en omvat slechts de volgende soort:
- Pingblax rufescens Komiya & Drumont, 2001